# Gotra serendiva
Gotra serendiva is een insect uit de familie van de gewone sluipwespen (Ichneumonidae). De wetenschappelijke naam van de soort werd in 1956 gepubliceerd door Fernando.